# Shinobi (film, 2005)
Pour plus de détails, voir Fiche technique et Distribution.
Shinobi (忍) est un film japonais réalisé par Ten Shimoyama (ja) et sorti en 2005. Il est adapté d'un roman de Fūtarō Yamada.

## Synopsis
En 1614, les Shoguns règnent sur le Japon depuis que l'un d'eux a réussi à unifier tous les clans du pays. Seulement, la paix leur semble menacée par l'existence de deux villages isolés, Iga et Koga. En effet, ils sont le terrain d'entrainement des plus mystérieux mais néanmoins meilleurs shinobi du pays. Malheureusement, ils sont aussi ennemis depuis plusieurs siècles.
Malgré tout, l'amour naît parmi la haine des combattants de ces villages. Oboro, du clan Iga, et Gennosuke, du clan Koga, se sont rencontrés, et aimeraient ne plus se séparer. Mais pour cela il leur faut trouver le moyen d'unifier leurs clans.
C'est sans compter sur l'espoir du premier Shogun : afin de pacifier la région il organise un combat à mort entre les cinq meilleurs shinobi des deux clans. Oboro et Gennosuke en sont les chefs. Les deux amoureux devront choisir.

## Fiche technique
- Titre : Shinobi[1]
- Titre anglais : Shinobi : Heart Under Blade
- Réalisation : Ten Shimoyama (ja)
- Scénario : Ken'ya Hirata (ja), adapté de le roman Kōga ninpō chō de Fūtarō Yamada
- Photographie : Shinji Chikamori
- Montage : Isao Kawase (ja)
- Décors : Toshihiro Isomi (ja)
- Musique : Tarō Iwashiro, Ayumi Hamasaki (Heaven, générique de fin)
- Sociétés de production : Eisei Gekijo, Shōchiku, Yomiuri shinbun
- Pays d'origine :  Japon
- Langue originale : japonais
- Genre : film d'action
- Durée : 100 minutes
- Dates de sortie : 
  - Japon : 17 septembre 2005[2]
  - États-Unis : 6 février 2007
  - France : 16 mai 2007[1]

## Distribution
- Yukie Nakama : Oboro, chef des Iga
- Joe Odagiri : Gennosuke, chef des Koga
- Tomoka Kurotani : Kagero
- Erika Sawajiri : Hotarubi
- Kippei Shiina : Tenzen
- Takeshi Masu : Hyoma
- Mitsuki Koga : Koshiro
- Tak Sakaguchi : Yashamaru
- Hōka Kinoshita : Saemon
- Shun Itō : Nenki
- Lily : Ogen
- Minoru Terada : Danjo
- Masaki Nishina : Jūbei Mitsuyoshi Yagyū
- Toshiya Nagasawa : Yagyū Munenori
- Yutaka Matsushige : Hattori Hanzo
- Renji Ishibashi : Nankobo Tenkai
- Kazuo Kitamura : Tokugawa Ieyasu

## Distinctions
- 2 récompenses au Kinema Junpō Awards pour Joe Odagiri (meilleur acteur) et Erika Sawajiri (meilleur nouvelle actrice)
- 2 récompenses au festival du film de Yokohama Joe Odagiri (meilleur acteur) et Erika Sawajiri (meilleure révélation féminine)